# Vyřazovací fáze mistrovství Evropy ve fotbale 2016
Vyřazovací fáze mistrovství Evropy ve fotbale 2016 byla druhou a závěrečnou fází Mistrovství Evropy ve fotbale 2016, která z 16 nejlepších z původně 24 kvalifikovaných týmů určila mistra Evropy pro roky 2016 až 2021. Účast ve vyřazovací části si zajistily první dva týmy v každé základní skupině a čtyři nejlepší celky na třetích místech. Play-off začalo 25. června 2016 osmifinálovým utkáním mezi Švýcarskem a Polskem a skončilo 10. července 2016 finálovým zápasem, jenž se uskutečnil na největším francouzském stadionu Stade de France v metropolitní oblasti Paříže v Saint-Denis. Součástí vyřazovací části nebyl boj o 3. místo; bronz získali oba poražení semifinalisté.
Základní hrací doba zápasů byla, tak jako v utkáních základních skupin, 90 minut, oproti úvodním 36 duelům však každé střetnutí muselo mít vítěze. Byl-li po dvou 45minutových poločasech stav nerozhodný, následovalo ze dvou 15minutových úseků složené prodloužení, případně nastoupil penaltový rozstřel.
Všechny časy zápasů jsou v SELČ.

## Formát
V osmifinále budou zápasy probíhat následovně:
- 1. utkání: 2. ze skupiny A vs. 2. ze skupiny C
- 2. utkání: vítěz skupiny D vs. 3. ze skupiny B/E/F
- 3. utkání: vítěz skupiny B vs. 3. ze skupiny A/C/D
- 4. utkání: vítěz skupiny F vs. 2. ze skupiny E
- 5. utkání: vítěz skupiny C vs. 3. ze skupiny A/B/F
- 6. utkání: vítěz skupiny E vs. 2. ze skupiny D
- 7. utkání: vítěz skupiny A vs. 3. ze skupiny C/D/E
- 8. utkání: 2. ze skupiny B vs. 2. ze skupiny F

Ve čtvrtfinále budou zápasy probíhat následovně:
- 1. čtvrtfinále: vítěz 1. utkání vs. vítěz 2. utkání
- 2. čtvrtfinále: vítěz 3. utkání vs. vítěz 4. utkání
- 3. čtvrtfinále: vítěz 5. utkání vs. vítěz 6. utkání
- 4. čtvrtfinále: vítěz 7. utkání vs. vítěz 8. utkání

V semifinále budou zápasy probíhat následovně:
- 1. semifinále: vítěz 1. čtvrtfinále vs. vítěz 2. čtvrtfinále
- 2. semifinále: vítěz 3. čtvrtfinále vs. vítěz 4. čtvrtfinále

Ve finále proběhne zápas následovně:
- vítěz 1. semifinále vs. vítěz 2. semifinále

Jako na každém šampionátu od Eura 1984 se nehrál zápas o 3. místo.

### Směsice zápasů v osmifinále
Specifická tabulka zahrnující týmy na třetích místech po základní skupině, o jejichž soupeři rozhodla tato tabulka:
| týmy na 3. místech kvalifikování ze skupin | týmy na 3. místech kvalifikování ze skupin | týmy na 3. místech kvalifikování ze skupin | týmy na 3. místech kvalifikování ze skupin | týmy na 3. místech kvalifikování ze skupin | týmy na 3. místech kvalifikování ze skupin | 1A (Francie) vs | 1B (Wales) vs | 1C (Německo) vs | 1D (Chorvatsko) vs |
| ------------------------------------------ | ------------------------------------------ | ------------------------------------------ | ------------------------------------------ | ------------------------------------------ | ------------------------------------------ | --------------- | ------------- | --------------- | ------------------ |
| A                                          | B                                          | C                                          | D                                          |                                            |                                            | 3C              | 3D            | 3A              | 3B                 |
| A                                          | B                                          | C                                          |                                            | E                                          |                                            | 3C              | 3A            | 3B              | 3E                 |
| A                                          | B                                          | C                                          |                                            |                                            | F                                          | 3C              | 3A            | 3B              | 3F                 |
| A                                          | B                                          |                                            | D                                          | E                                          |                                            | 3D              | 3A            | 3B              | 3E                 |
| A                                          | B                                          |                                            | D                                          |                                            | F                                          | 3D              | 3A            | 3B              | 3F                 |
| A                                          | B                                          |                                            |                                            | E                                          | F                                          | 3E              | 3A            | 3B              | 3F                 |
| A                                          |                                            | C                                          | D                                          | E                                          |                                            | 3C              | 3D            | 3A              | 3E                 |
| A                                          |                                            | C                                          | D                                          |                                            | F                                          | 3C              | 3D            | 3A              | 3F                 |
| A                                          |                                            | C                                          |                                            | E                                          | F                                          | 3C              | 3A            | 3F              | 3E                 |
| A                                          |                                            |                                            | D                                          | E                                          | F                                          | 3D              | 3A            | 3F              | 3E                 |
|                                            | B                                          | C                                          | D                                          | E                                          |                                            | 3C              | 3D            | 3B              | 3E                 |
|                                            | B                                          | C                                          | D                                          |                                            | F                                          | 3C              | 3D            | 3B              | 3F                 |
|                                            | B                                          | C                                          |                                            | E                                          | F                                          | 3E              | 3C            | 3B              | 3F                 |
|                                            | B                                          |                                            | D                                          | E                                          | F                                          | 3E              | 3D            | 3B              | 3F                 |
|                                            |                                            | C                                          | D                                          | E                                          | F                                          | 3C              | 3D            | 3F              | 3E                 |

## Kvalifikované týmy
Dva nejlepší týmy ze 6 základních skupin a 4 nejlepší týmy ze 3. míst se kvalifikovaly do vyřazovací fáze.
| Skupina | Vítěz      | 2. v pořadí | 3. v pořadí (4 celky) |
| ------- | ---------- | ----------- | --------------------- |
| A       | Francie    | Švýcarsko   | —                     |
| B       | Wales      | Anglie      | Slovensko             |
| C       | Německo    | Polsko      | Severní Irsko         |
| D       | Chorvatsko | Španělsko   | —                     |
| E       | Itálie     | Belgie      | Irsko                 |
| F       | Maďarsko   | Island      | Portugalsko           |

## Pavouk
|  | Osmifinále                 | Osmifinále                |                            |       | Čtvrtfinále | Čtvrtfinále |  |  | Semifinále | Semifinále |  |  | Finále | Finále |
|  |                            |                           |                            |       |             |             |  |  |            |            |  |  |        |        |
|  | 25. června – Saint-Étienne |                           |                            |       |             |             |  |  |            |            |  |  |        |        |
|  |                            |                           |                            |       |             |             |  |  |            |            |  |  |        |        |
|  | Švýcarsko                  | 1 (4)                     |                            |       |             |             |  |  |            |            |  |  |        |        |
|  | Švýcarsko                  | 1 (4)                     | 30. června – Marseille     |       |             |             |  |  |            |            |  |  |        |        |
|  | Polsko (pen.)              | 1 (5)                     |                            |       |             |             |  |  |            |            |  |  |        |        |
|  | Polsko (pen.)              | 1 (5)                     | Polsko                     | 1 (3) |             |             |  |  |            |            |  |  |        |        |
|  | 25. června – Lens          |                           | Polsko                     | 1 (3) |             |             |  |  |            |            |  |  |        |        |
|  |                            | Portugalsko (pen.)        | 1 (5)                      |       |             |             |  |  |            |            |  |  |        |        |
|  | Chorvatsko                 | Portugalsko (pen.)        | 1 (5)                      | 0     |             |             |  |  |            |            |  |  |        |        |
|  | Chorvatsko                 |                           | 7. července – Lyon         | 0     |             |             |  |  |            |            |  |  |        |        |
|  | Portugalsko (prodl.)       | 1                         |                            |       |             |             |  |  |            |            |  |  |        |        |
|  | Portugalsko (prodl.)       | 1                         | Portugalsko                | 2     |             |             |  |  |            |            |  |  |        |        |
|  | 25. června – Paříž         |                           | Portugalsko                | 2     |             |             |  |  |            |            |  |  |        |        |
|  |                            | Wales                     | 0                          |       |             |             |  |  |            |            |  |  |        |        |
|  | Wales                      | Wales                     | 0                          | 1     |             |             |  |  |            |            |  |  |        |        |
|  | Wales                      | 1. července – Lille       |                            | 1     |             |             |  |  |            |            |  |  |        |        |
|  | Severní Irsko              | 0                         |                            |       |             |             |  |  |            |            |  |  |        |        |
|  | Severní Irsko              | 0                         | Wales                      | 3     |             |             |  |  |            |            |  |  |        |        |
|  | 26. června – Toulouse      |                           | Wales                      | 3     |             |             |  |  |            |            |  |  |        |        |
|  |                            | Belgie                    | 1                          |       |             |             |  |  |            |            |  |  |        |        |
|  | Maďarsko                   | Belgie                    | 1                          | 0     |             |             |  |  |            |            |  |  |        |        |
|  | Maďarsko                   |                           | 10. července – Saint-Denis | 0     |             |             |  |  |            |            |  |  |        |        |
|  | Belgie                     | 4                         |                            |       |             |             |  |  |            |            |  |  |        |        |
|  | Belgie                     | 4                         | Portugalsko (prodl.)       | 1     |             |             |  |  |            |            |  |  |        |        |
|  | 26. června – Lille         |                           | Portugalsko (prodl.)       | 1     |             |             |  |  |            |            |  |  |        |        |
|  |                            | Francie                   | 0                          |       |             |             |  |  |            |            |  |  |        |        |
|  | Německo                    | Francie                   | 0                          | 3     |             |             |  |  |            |            |  |  |        |        |
|  | Německo                    | 2. července – Bordeaux    |                            | 3     |             |             |  |  |            |            |  |  |        |        |
|  | Slovensko                  | 0                         |                            |       |             |             |  |  |            |            |  |  |        |        |
|  | Slovensko                  | 0                         | Německo (pen.)             | 1 (6) |             |             |  |  |            |            |  |  |        |        |
|  | 27. června – Saint-Denis   |                           | Německo (pen.)             | 1 (6) |             |             |  |  |            |            |  |  |        |        |
|  |                            | Itálie                    | 1 (5)                      |       |             |             |  |  |            |            |  |  |        |        |
|  | Itálie                     | Itálie                    | 1 (5)                      | 2     |             |             |  |  |            |            |  |  |        |        |
|  | Itálie                     |                           | 6. července – Marseille    | 2     |             |             |  |  |            |            |  |  |        |        |
|  | Španělsko                  | 0                         |                            |       |             |             |  |  |            |            |  |  |        |        |
|  | Španělsko                  | 0                         | Německo                    | 0     |             |             |  |  |            |            |  |  |        |        |
|  | 26. června – Lyon          |                           | Německo                    | 0     |             |             |  |  |            |            |  |  |        |        |
|  |                            | Francie                   | 2                          |       |             |             |  |  |            |            |  |  |        |        |
|  | Francie                    | Francie                   | 2                          | 2     |             |             |  |  |            |            |  |  |        |        |
|  | Francie                    | 3. července – Saint-Denis |                            | 2     |             |             |  |  |            |            |  |  |        |        |
|  | Irsko                      | 1                         |                            |       |             |             |  |  |            |            |  |  |        |        |
|  | Irsko                      | 1                         | Francie                    | 5     |             |             |  |  |            |            |  |  |        |        |
|  | 27. června – Nice          |                           | Francie                    | 5     |             |             |  |  |            |            |  |  |        |        |
|  |                            | Island                    | 2                          |       |             |             |  |  |            |            |  |  |        |        |
|  | Anglie                     | Island                    | 2                          | 1     |             |             |  |  |            |            |  |  |        |        |
|  | Anglie                     |                           |                            | 1     |             |             |  |  |            |            |  |  |        |        |
|  | Island                     | 2                         |                            |       |             |             |  |  |            |            |  |  |        |        |
|  | Island                     | 2                         |                            |       |             |             |  |  |            |            |  |  |        |        |

## Osmifinále

### Švýcarsko vs. Polsko
| 25. června 2016 15:00 |            |                    |                                                                                  |
| Švýcarsko             | 1 : 1 (PP) | Polsko             | Stade Geoffroy-Guichard, Saint-Étienne diváci: 38 842 rozhodčí: Mark Clattenburg |
| Shaqiri 82'           | Zpráva     | Błaszczykowski 39' | Stade Geoffroy-Guichard, Saint-Étienne diváci: 38 842 rozhodčí: Mark Clattenburg |

|                                                    |       | Penaltový rozstřel                               |  |
| Lichtsteiner Xhaka Shaqiri Schär Ricardo Rodríguez | 4 : 5 | Lewandowski Milik Glik Błaszczykowski Krychowiak |  |

| Švýcarsko | Polsko |

| BR                | 1  | Yann Sommer              |      |     |
| PO                | 2  | Stephan Lichtsteiner (c) |      |     |
| SO                | 22 | Fabian Schär             | 55'  |     |
| SO                | 20 | Johan Djourou            | 117' |     |
| LO                | 13 | Ricardo Rodríguez        |      |     |
| SZ                | 11 | Valon Behrami            |      | 77' |
| SZ                | 10 | Granit Xhaka             |      |     |
| PK                | 23 | Xherdan Shaqiri          |      |     |
| ÚZ                | 15 | Blerim Džemaili          |      | 58' |
| LK                | 18 | Admir Mehmedi            |      | 70' |
| SÚ                | 9  | Haris Seferović          |      |     |
| Nahrazující:      |    |                          |      |     |
| ÚT                | 7  | Breel Embolo             |      | 58' |
| ÚT                | 19 | Eren Derdiyok            |      | 70' |
| ZÁ                | 16 | Gélson Fernandes         |      | 77' |
| Trenér:           |    |                          |      |     |
| Vladimir Petković |    |                          |      |     |

| BR           | 22 | Łukasz Fabiański       |      |      |
| PO           | 20 | Łukasz Piszczek        |      |      |
| SO           | 15 | Kamil Glik             |      |      |
| SO           | 2  | Michał Pazdan          | 111' |      |
| LO           | 3  | Artur Jędrzejczyk      | 58'  |      |
| PZ           | 16 | Jakub Błaszczykowski   |      |      |
| SZ           | 10 | Grzegorz Krychowiak    |      |      |
| SZ           | 5  | Krzysztof Mączyński    |      | 101' |
| LZ           | 11 | Kamil Grosicki         |      | 104' |
| DÚ           | 7  | Arkadiusz Milik        |      |      |
| SÚ           | 9  | Robert Lewandowski (c) |      |      |
| Nahrazující: |    |                        |      |      |
| ZÁ           | 6  | Tomasz Jodłowiec       |      | 101' |
| ZÁ           | 17 | Sławomir Peszko        |      | 104' |
| Trenér:      |    |                        |      |      |
| Adam Nawałka |    |                        |      |      |

| Muž zápasu: Xherdan Shaqiri Asistenti rozhodčího: Simon Beck Jake Collin Čtvrtý rozhodčí: Anastasios Sidiropoulos Další asistenti rozhodčího: Anthony Taylor Andre Marriner Náhradní asistent rozhodčího: Damianos Efthymiadis |

### Wales vs. Severní Irsko
| 25. června 2016 18:00 |        |               |                                                                  |
| Wales                 | 1 : 0  | Severní Irsko | Parc des Princes, Paříž diváci: 44 342 rozhodčí: Martin Atkinson |
| McAuley 75' (vl.)     | Zpráva |               | Parc des Princes, Paříž diváci: 44 342 rozhodčí: Martin Atkinson |

| Wales | Severní Irsko |

| BR            | 1  | Wayne Hennessey     |       |     |
| SO            | 5  | James Chester       |       |     |
| SO            | 6  | Ashley Williams (c) |       |     |
| SO            | 4  | Ben Davies          |       |     |
| PZ            | 2  | Chris Gunter        |       |     |
| SZ            | 7  | Joe Allen           |       |     |
| SZ            | 16 | Joe Ledley          |       | 63' |
| SZ            | 10 | Aaron Ramsey        | 90+4' |     |
| LZ            | 3  | Neil Taylor         | 58'   |     |
| SÚ            | 18 | Sam Vokes           |       | 55' |
| SÚ            | 11 | Gareth Bale         |       |     |
| Nahrazující:  |    |                     |       |     |
| ÚT            | 9  | Hal Robson-Kanu     |       | 55' |
| ZÁ            | 20 | Jonny Williams      |       | 63' |
| Trenér:       |    |                     |       |     |
| Chris Coleman |    |                     |       |     |

| BR              | 1  | Michael McGovern |     |     |
| PO              | 18 | Aaron Hughes     |     |     |
| SO              | 4  | Gareth McAuley   |     | 84' |
| SO              | 20 | Craig Cathcart   |     |     |
| LO              | 5  | Jonny Evans      |     |     |
| PZ              | 19 | Jamie Ward       |     | 69' |
| SZ              | 8  | Steven Davis (c) | 67' |     |
| SZ              | 13 | Corry Evans      |     |     |
| SZ              | 16 | Oliver Norwood   |     | 79' |
| LZ              | 14 | Stuart Dallas    | 44' |     |
| SÚ              | 10 | Kyle Lafferty    |     |     |
| Nahrazující:    |    |                  |     |     |
| ÚT              | 11 | Conor Washington |     | 69' |
| ZÁ              | 7  | Niall McGinn     |     | 79' |
| ÚT              | 21 | Josh Magennis    |     | 84' |
| Trenér:         |    |                  |     |     |
| Michael O'Neill |    |                  |     |     |

| Muž zápasu: Gareth Bale Asistenti rozhodčího: Michael Mullarkey Stephen Child Čtvrtý rozhodčí: Felix Brych Další asistenti rozhodčího: Michael Oliver Craig Pawson Náhradní asistent rozhodčího: Mark Borsch |

### Chorvatsko vs. Portugalsko
| 25. června 2016 21:00 |            |               |                                                                               |
| Chorvatsko            | 0 : 1 (PP) | Portugalsko   | Stade Bollaert-Delelis, Lens diváci: 33 523 rozhodčí: Carlos Velasco Carballo |
|                       | Zpráva     | Quaresma 117' | Stade Bollaert-Delelis, Lens diváci: 33 523 rozhodčí: Carlos Velasco Carballo |

| Chorvatsko | Portugalsko |

| BR           | 23 | Danijel Subašić  |  |      |
| PO           | 11 | Darijo Srna (c)  |  |      |
| SO           | 5  | Vedran Ćorluka   |  | 120' |
| SO           | 21 | Domagoj Vida     |  |      |
| LO           | 3  | Ivan Strinić     |  |      |
| SZ           | 10 | Luka Modrić      |  |      |
| SZ           | 19 | Milan Badelj     |  |      |
| PK           | 14 | Marcelo Brozović |  |      |
| ÚZ           | 7  | Ivan Rakitić     |  | 110' |
| LK           | 4  | Ivan Perišić     |  |      |
| SÚ           | 17 | Mario Mandžukić  |  | 88'  |
| Nahrazující: |    |                  |  |      |
| ÚT           | 16 | Nikola Kalinić   |  | 88'  |
| ÚT           | 20 | Marko Pjaca      |  | 110' |
| ÚT           | 9  | Andrej Kramarić  |  | 120' |
| Trenér:      |    |                  |  |      |
| Ante Čačić   |    |                  |  |      |

| BR              | 1  | Rui Patrício          |     |      |
| PO              | 21 | Cédric                |     |      |
| SO              | 3  | Pepe                  |     |      |
| SO              | 4  | José Fonte            |     |      |
| LO              | 5  | Raphaël Guerreiro     |     |      |
| PZ              | 10 | João Mário            |     | 87'  |
| SZ              | 23 | Adrien Silva          |     | 108' |
| SZ              | 14 | William Carvalho      | 78' |      |
| LZ              | 15 | André Gomes           |     | 50'  |
| SÚ              | 17 | Nani                  |     |      |
| SÚ              | 7  | Cristiano Ronaldo (c) |     |      |
| Nahrazující:    |    |                       |     |      |
| ZÁ              | 16 | Renato Sanches        |     | 50'  |
| ÚT              | 20 | Ricardo Quaresma      |     | 87'  |
| ZÁ              | 13 | Danilo                |     | 108' |
| Trenér:         |    |                       |     |      |
| Fernando Santos |    |                       |     |      |

| Muž zápasu: Renato Sanches Asistenti rozhodčího: Roberto Alonso Fernández Juan Carlos Yuste Jiménez Čtvrtý rozhodčí: Viktor Kassai Další asistenti rozhodčího: Jesús Gil Manzano Carlos del Cerro Grande Náhradní asistent rozhodčího: György Ring |

### Francie vs. Irsko
| 26. června 2016 15:00 |        |                 |                                                                       |
| Francie               | 2 : 1  | Irsko           | Parc Olympique Lyonnais, Lyon diváci: 56 279 rozhodčí: Nicola Rizzoli |
| Griezmann 58', 61'    | Zpráva | Brady 2' (pen.) | Parc Olympique Lyonnais, Lyon diváci: 56 279 rozhodčí: Nicola Rizzoli |

| Francie | Irsko |

| BR               | 1  | Hugo Lloris (c)     |     |       |       |
| PO               | 19 | Bacary Sagna        |     |       |       |
| SO               | 4  | Adil Rami           | 44' |       |       |
| SO               | 21 | Laurent Koscielny   |     |       |       |
| LO               | 3  | Patrice Evra        |     |       |       |
| SZ               | 15 | Paul Pogba          |     |       |       |
| SZ               | 5  | N'Golo Kanté        | 27' | 46'   |       |
| SZ               | 14 | Blaise Matuidi      |     |       |       |
| PK               | 7  | Antoine Griezmann   |     |       |       |
| LK               | 8  | Dimitri Payet       |     |       |       |
| SÚ               | 9  | Olivier Giroud      |     | 73'   |       |
| Nahrazující:     |    |                     |     |       |       |
| ÚT               | 20 | Kingsley Coman      |     | 46'   | 90+3' |
| ÚT               | 10 | André-Pierre Gignac |     | 73'   |       |
| ZÁ               | 18 | Moussa Sissoko      |     | 90+3' |       |
| Trenér:          |    |                     |     |       |       |
| Didier Deschamps |    |                     |     |       |       |

| BR             | 23 | Darren Randolph    |     |     |
| PO             | 2  | Séamus Coleman (c) | 25' |     |
| SO             | 5  | Richard Keogh      |     |     |
| SO             | 12 | Shane Duffy        | 66' |     |
| LO             | 17 | Stephen Ward       |     |     |
| PZ             | 19 | Robbie Brady       |     |     |
| SZ             | 8  | James McCarthy     |     | 71' |
| SZ             | 13 | Jeff Hendrick      | 41' |     |
| LZ             | 11 | James McClean      |     | 68' |
| SÚ             | 9  | Shane Long         | 72' |     |
| SÚ             | 21 | Daryl Murphy       |     | 65' |
| Nahrazující:   |    |                    |     |     |
| ÚT             | 14 | Jonathan Walters   |     | 65' |
| OB             | 4  | John O'Shea        |     | 68' |
| ZÁ             | 20 | Wes Hoolahan       |     | 71' |
| Trenér:        |    |                    |     |     |
| Martin O'Neill |    |                    |     |     |

| Muž zápasu: Antoine Griezmann Asistenti rozhodčího: Elenito Di Liberatore Mauro Tonolini Čtvrtý rozhodčí: Alexej Kulbakov Další asistenti rozhodčího: Daniele Orsato Antonio Damato Náhradní asistent rozhodčího: Vitalij Maljucin |

### Německo vs. Slovensko
| 26. června 2016 18:00            |        |           |                                                                                  |
| Německo                          | 3 : 0  | Slovensko | Stade Pierre-Mauroy, Villeneuve-d'Ascq diváci: 44 312 rozhodčí: Szymon Marciniak |
| Boateng 8' Gómez 43' Draxler 63' | Zpráva |           | Stade Pierre-Mauroy, Villeneuve-d'Ascq diváci: 44 312 rozhodčí: Szymon Marciniak |

| Německo | Slovensko |

| BR           | 1  | Manuel Neuer (c)       |     |     |
| PO           | 21 | Joshua Kimmich         | 46' |     |
| SO           | 17 | Jérôme Boateng         |     | 72' |
| SO           | 5  | Mats Hummels           | 67' |     |
| LO           | 3  | Jonas Hector           |     |     |
| SZ           | 18 | Toni Kroos             |     |     |
| SZ           | 6  | Sami Khedira           |     | 76' |
| PK           | 13 | Thomas Müller          |     |     |
| ÚZ           | 8  | Mesut Özil             |     |     |
| LK           | 11 | Julian Draxler         |     | 72' |
| ÚT           | 23 | Mario Gómez            |     |     |
| Nahrazující: |    |                        |     |     |
| OB           | 4  | Benedikt Höwedes       |     | 72' |
| ÚT           | 10 | Lukas Podolski         |     | 72' |
| ZÁ           | 7  | Bastian Schweinsteiger |     | 76' |
| Trenér:      |    |                        |     |     |
| Joachim Löw  |    |                        |     |     |

| BR           | 23 | Matúš Kozáčik     |       |     |
| PO           | 2  | Peter Pekarík     |       |     |
| SO           | 3  | Martin Škrtel (c) | 13'   |     |
| SO           | 4  | Ján Ďurica        |       |     |
| LO           | 5  | Norbert Gyömbér   |       | 84' |
| SZ           | 13 | Patrik Hrošovský  |       |     |
| SZ           | 14 | Milan Škriniar    |       |     |
| SZ           | 17 | Marek Hamšík      |       |     |
| PK           | 19 | Juraj Kucka       | 90+1' |     |
| LK           | 7  | Vladimír Weiss    |       | 46' |
| SÚ           | 21 | Michal Ďuriš      |       | 64' |
| Nahrazující: |    |                   |       |     |
| ZÁ           | 6  | Ján Greguš        |       | 46' |
| ÚT           | 9  | Stanislav Šesták  |       | 64' |
| OB           | 16 | Kornel Saláta     |       | 84' |
| Trenér:      |    |                   |       |     |
| Ján Kozák    |    |                   |       |     |

| Muž zápasu: Julian Draxler Asistenti rozhodčího: Paweł Sokolnicki Tomasz Listkiewicz Čtvrtý rozhodčí: Björn Kuipers Další asistenti rozhodčího: Paweł Raczkowski Tomasz Musiał Náhradní asistent rozhodčího: Erwin Zeinstra |

### Maďarsko vs. Belgie
| 26. června 2016 21:00 |        |                                                          |                                                                    |
| Maďarsko              | 0 : 4  | Belgie                                                   | Stadium Municipal, Toulouse diváci: 28 921 rozhodčí: Milorad Mažić |
|                       | Zpráva | Alderweireld 10' Batshuayi 78' Hazard 80' Carrasco 90+1' | Stadium Municipal, Toulouse diváci: 28 921 rozhodčí: Milorad Mažić |

| Maďarsko | Belgie |

| BR           | 1  | Gábor Király         |       |     |
| PO           | 2  | Ádám Lang            | 47'   |     |
| SO           | 20 | Richárd Guzmics      |       |     |
| SO           | 23 | Roland Juhász        |       | 79' |
| LO           | 4  | Tamás Kádár          | 34'   |     |
| SZ           | 8  | Ádám Nagy            |       |     |
| SZ           | 10 | Zoltán Gera          |       | 46' |
| PK           | 14 | Gergő Lovrencsics    |       |     |
| ÚZ           | 16 | Ádám Pintér          |       | 75' |
| LK           | 7  | Balázs Dzsudzsák (c) |       |     |
| SÚ           | 9  | Ádám Szalai          | 90+2' |     |
| Nahrazující: |    |                      |       |     |
| ZÁ           | 6  | Ákos Elek            | 61'   | 46' |
| ÚT           | 17 | Nemanja Nikolić      |       | 75' |
| ÚT           | 13 | Dániel Böde          |       | 79' |
| Trenér:      |    |                      |       |     |
| Bernd Storck |    |                      |       |     |

| BR           | 1  | Thibaut Courtois          |       |     |
| PO           | 16 | Thomas Meunier            |       |     |
| SO           | 2  | Toby Alderweireld         |       |     |
| SO           | 3  | Thomas Vermaelen          | 67'   |     |
| LO           | 5  | Jan Vertonghen            |       |     |
| SZ           | 4  | Radja Nainggolan          |       |     |
| SZ           | 6  | Axel Witsel               |       |     |
| ÚZ           | 7  | Kevin De Bruyne           |       |     |
| PÚ           | 14 | Dries Mertens             |       | 70' |
| SÚ           | 9  | Romelu Lukaku             |       | 76' |
| LÚ           | 10 | Eden Hazard (c)           |       | 81' |
| Nahrazující: |    |                           |       |     |
| ÚT           | 11 | Yannick Ferreira Carrasco |       | 70' |
| ÚT           | 22 | Michy Batshuayi           | 89'   | 76' |
| ZÁ           | 8  | Marouane Fellaini         | 90+2' | 81' |
| Trenér:      |    |                           |       |     |
| Marc Wilmots |    |                           |       |     |

| Muž zápasu: Eden Hazard Asistenti rozhodčího: Milovan Ristić Dalibor Đurđević Čtvrtý rozhodčí: Jonas Eriksson Další asistenti rozhodčího: Danilo Grujić Nenad Đokić Náhradní asistent rozhodčího: Daniel Wärnmark |

### Itálie vs. Španělsko
| 27. června 2016 18:00     |        |           |                                                                    |
| Itálie                    | 2 : 0  | Španělsko | Stade de France, Saint-Denis diváci: 76 125 rozhodčí: Cüneyt Çakır |
| Chiellini 33' Pellè 90+1' | Zpráva |           | Stade de France, Saint-Denis diváci: 76 125 rozhodčí: Cüneyt Çakır |

| Itálie | Španělsko |

| BR            | 1  | Gianluigi Buffon (c) |     |     |
| SO            | 15 | Andrea Barzagli      |     |     |
| SO            | 19 | Leonardo Bonucci     |     |     |
| SO            | 3  | Giorgio Chiellini    |     |     |
| PZ            | 8  | Alessandro Florenzi  |     | 84' |
| SZ            | 18 | Marco Parolo         |     |     |
| SZ            | 16 | Daniele De Rossi     |     | 54' |
| SZ            | 23 | Emanuele Giaccherini |     |     |
| LZ            | 2  | Mattia De Sciglio    | 24' |     |
| DÚ            | 17 | Éder                 |     | 82' |
| SÚ            | 9  | Graziano Pellè       | 54' |     |
| Nahrazující:  |    |                      |     |     |
| ZÁ            | 10 | Thiago Motta         | 89' | 54' |
| ÚT            | 20 | Lorenzo Insigne      |     | 82' |
| OB            | 4  | Matteo Darmian       |     | 84' |
| Trenér:       |    |                      |     |     |
| Antonio Conte |    |                      |     |     |

| BR                 | 13 | David de Gea      |       |     |     |
| PO                 | 16 | Juanfran          |       |     |     |
| SO                 | 3  | Gerard Piqué      |       |     |     |
| SO                 | 15 | Sergio Ramos (c)  |       |     |     |
| LO                 | 18 | Jordi Alba        | 89'   |     |     |
| DZ                 | 5  | Sergio Busquets   | 89'   |     |     |
| SZ                 | 10 | Francesc Fàbregas |       |     |     |
| SZ                 | 6  | Andrés Iniesta    |       |     |     |
| PK                 | 21 | David Silva       | 90+4' |     |     |
| LK                 | 22 | Nolito            | 41'   | 46' |     |
| SÚ                 | 7  | Álvaro Morata     |       | 70' |     |
| Nahrazující:       |    |                   |       |     |     |
| ÚT                 | 20 | Aritz Aduriz      |       | 46' | 81' |
| ÚT                 | 9  | Lucas Vázquez     |       | 70' |     |
| ÚT                 | 11 | Pedro             |       | 81' |     |
| Trenér:            |    |                   |       |     |     |
| Vicente del Bosque |    |                   |       |     |     |

| Muž zápasu: Leonardo Bonucci Asistenti rozhodčího: Bahattin Duran Tarık Ongun Čtvrtý rozhodčí: Martin Atkinson Další asistenti rozhodčího: Hüseyin Göçek Barış Şimşek Náhradní asistent rozhodčího: Michael Mullarkey |

### Anglie vs. Island
| 27. června 2016 21:00 |        |                                 |                                                              |
| Anglie                | 1 : 2  | Island                          | Allianz Riviera, Nice diváci: 33 901 rozhodčí: Damir Skomina |
| Rooney 4' (pen.)      | Zpráva | R. Sigurðsson 6' Sigþórsson 18' | Allianz Riviera, Nice diváci: 33 901 rozhodčí: Damir Skomina |

| Anglie | Island |

| BR           | 1  | Joe Hart         |     |     |
| PO           | 2  | Kyle Walker      |     |     |
| SO           | 5  | Gary Cahill      |     |     |
| SO           | 6  | Chris Smalling   |     |     |
| LO           | 3  | Danny Rose       |     |     |
| SZ           | 20 | Dele Alli        |     |     |
| SZ           | 17 | Eric Dier        |     | 46' |
| SZ           | 10 | Wayne Rooney (c) |     | 87' |
| PK           | 15 | Daniel Sturridge | 47' |     |
| SÚ           | 9  | Harry Kane       |     |     |
| LK           | 7  | Raheem Sterling  |     | 60' |
| Nahrazující: |    |                  |     |     |
| ZÁ           | 18 | Jack Wilshere    |     | 46' |
| ÚT           | 11 | Jamie Vardy      |     | 60' |
| ÚT           | 22 | Marcus Rashford  |     | 87' |
| Trenér:      |    |                  |     |     |
| Roy Hodgson  |    |                  |     |     |

| BR                                   | 1  | Hannes Þór Halldórsson  |     |     |
| PO                                   | 2  | Birkir Már Sævarsson    |     |     |
| SO                                   | 14 | Kári Árnason            |     |     |
| SO                                   | 6  | Ragnar Sigurðsson       |     |     |
| LO                                   | 23 | Ari Freyr Skúlason      |     |     |
| PZ                                   | 7  | Jóhann Berg Guðmundsson |     |     |
| SZ                                   | 10 | Gylfi Sigurðsson        | 38' |     |
| SZ                                   | 17 | Aron Gunnarsson (c)     | 65' |     |
| LZ                                   | 8  | Birkir Bjarnason        |     |     |
| SÚ                                   | 9  | Kolbeinn Sigþórsson     |     | 77' |
| SÚ                                   | 15 | Jón Daði Böðvarsson     |     | 89' |
| Nahrazující:                         |    |                         |     |     |
| ZÁ                                   | 18 | Theodór Elmar Bjarnason |     | 77' |
| ZÁ                                   | 21 | Arnór Ingvi Traustason  |     | 89' |
| Trenéři:                             |    |                         |     |     |
| Heimir Hallgrímsson & Lars Lagerbäck |    |                         |     |     |

| Muž zápasu: Ragnar Sigurðsson Asistenti rozhodčího: Jure Praprotnik Robert Vukan Čtvrtý rozhodčí: Carlos Velasco Carballo Další asistenti rozhodčího: Matej Jug Slavko Vinčić Náhradní asistent rozhodčího: Roberto Alonso Fernández |

## Čtvrtfinále

### Polsko vs. Portugalsko
| 30. června 2016 21:00 |            |             |                                                                 |
| Polsko                | 1 : 1 (PP) | Portugalsko | Stade Vélodrome, Marseille diváci: 62 940 rozhodčí: Felix Brych |
| Lewandowski 2'        | Zpráva     | Sanches 33' | Stade Vélodrome, Marseille diváci: 62 940 rozhodčí: Felix Brych |

|                                       |       | Penaltový rozstřel                     |  |
| Lewandowski Milik Glik Błaszczykowski | 3 : 5 | Ronaldo Sanches Moutinho Nani Quaresma |  |

| Polsko | Portugalsko |

| BR           | 22 | Łukasz Fabiański       |     |     |
| PO           | 20 | Łukasz Piszczek        |     |     |
| SO           | 15 | Kamil Glik             | 66' |     |
| SO           | 2  | Michał Pazdan          |     |     |
| LO           | 3  | Artur Jędrzejczyk      | 42' |     |
| PZ           | 16 | Jakub Błaszczykowski   |     |     |
| SZ           | 10 | Grzegorz Krychowiak    |     |     |
| SZ           | 5  | Krzysztof Mączyński    |     | 98' |
| LZ           | 11 | Kamil Grosicki         |     | 82' |
| DÚ           | 7  | Arkadiusz Milik        |     |     |
| SÚ           | 9  | Robert Lewandowski (c) |     |     |
| Nahrazující: |    |                        |     |     |
| ZÁ           | 21 | Bartosz Kapustka       | 89' | 82' |
| ZÁ           | 6  | Tomasz Jodłowiec       |     | 98' |
| Trenér:      |    |                        |     |     |
| Adam Nawałka |    |                        |     |     |

| BR              | 1  | Rui Patrício          |       |     |
| PO              | 21 | Cédric                |       |     |
| SO              | 3  | Pepe                  |       |     |
| SO              | 4  | José Fonte            |       |     |
| LO              | 19 | Eliseu                |       |     |
| DZ              | 14 | William Carvalho      | 90+2' | 96' |
| PZ              | 10 | João Mário            |       | 80' |
| SZ              | 16 | Renato Sanches        |       |     |
| LZ              | 23 | Adrien Silva          | 70'   | 73' |
| DÚ              | 17 | Nani                  |       |     |
| SÚ              | 7  | Cristiano Ronaldo (c) |       |     |
| Nahrazující:    |    |                       |       |     |
| ZÁ              | 8  | João Moutinho         |       | 73' |
| ÚT              | 20 | Ricardo Quaresma      |       | 80' |
| ZÁ              | 13 | Danilo                |       | 96' |
| Trenér:         |    |                       |       |     |
| Fernando Santos |    |                       |       |     |

| Muž zápasu: Renato Sanches Asistenti rozhodčího: Mark Borsch Stefan Lupp Čtvrtý rozhodčí: Milorad Mažić Další asistenti rozhodčího: Bastian Dankert Marco Fritz Náhradní asistent rozhodčího: Milovan Ristić |

### Wales vs. Belgie
| 1. července 2016 21:00                    |        |                |                                                                               |
| Wales                                     | 3 : 1  | Belgie         | Stade Pierre-Mauroy, Villeneuve-d'Ascq diváci: 45 936 rozhodčí: Damir Skomina |
| A. Williams 31' Robson-Kanu 55' Vokes 86' | Zpráva | Nainggolan 13' | Stade Pierre-Mauroy, Villeneuve-d'Ascq diváci: 45 936 rozhodčí: Damir Skomina |

| Wales | Belgie |

| BR            | 1  | Wayne Hennessey     |     |     |
| SO            | 5  | James Chester       | 16' |     |
| SO            | 6  | Ashley Williams (c) |     |     |
| SO            | 4  | Ben Davies          | 5'  |     |
| DZ            | 16 | Joe Ledley          |     | 78' |
| SZ            | 7  | Joe Allen           |     |     |
| SZ            | 10 | Aaron Ramsey        | 75' | 90' |
| PK            | 3  | Neil Taylor         |     |     |
| LK            | 2  | Chris Gunter        | 24' |     |
| SÚ            | 9  | Hal Robson-Kanu     |     | 80' |
| SÚ            | 11 | Gareth Bale         |     |     |
| Nahrazující:  |    |                     |     |     |
| ZÁ            | 8  | Andy King           |     | 78' |
| ÚT            | 18 | Sam Vokes           |     | 80' |
| OB            | 19 | James Collins       |     | 90' |
| Trenér:       |    |                     |     |     |
| Chris Coleman |    |                     |     |     |

| BR           | 1  | Thibaut Courtois          |     |     |
| PO           | 16 | Thomas Meunier            |     |     |
| SO           | 2  | Toby Alderweireld         | 85' |     |
| SO           | 15 | Jason Denayer             |     |     |
| LO           | 21 | Jordan Lukaku             |     | 75' |
| SZ           | 4  | Radja Nainggolan          |     |     |
| SZ           | 6  | Axel Witsel               |     |     |
| PK           | 11 | Yannick Ferreira Carrasco |     | 46' |
| ÚZ           | 7  | Kevin De Bruyne           |     |     |
| LK           | 10 | Eden Hazard (c)           |     |     |
| SÚ           | 9  | Romelu Lukaku             |     | 83' |
| Nahrazující: |    |                           |     |     |
| ZÁ           | 8  | Marouane Fellaini         | 59' | 46' |
| ÚT           | 14 | Dries Mertens             |     | 75' |
| ÚT           | 22 | Michy Batshuayi           |     | 83' |
| Trenér:      |    |                           |     |     |
| Marc Wilmots |    |                           |     |     |

| Muž zápasu: Hal Robson-Kanu Asistenti rozhodčího: Jure Praprotnik Robert Vukan Čtvrtý rozhodčí: Nicola Rizzoli Další asistenti rozhodčího: Matej Jug Slavko Vinčić Náhradní asistent rozhodčího: Elenito Di Liberatore |

### Německo vs. Itálie
| 2. července 2016 21:00 |            |                    |                                                                            |
| Německo                | 1 : 1 (PP) | Itálie             | Nouveau stade de Bordeaux, Bordeaux diváci: 38 764 rozhodčí: Viktor Kassai |
| Özil 65'               | Zpráva     | Bonucci 78' (pen.) | Nouveau stade de Bordeaux, Bordeaux diváci: 38 764 rozhodčí: Viktor Kassai |

|                                                                         |       | Penaltový rozstřel                                                        |  |
| Kroos Müller Özil Draxler Schweinsteiger Hummels Kimmich Boateng Hector | 6 : 5 | Insigne Zaza Barzagli Pellè Bonucci Giaccherini Parolo De Sciglio Darmian |  |

| Německo | Itálie |

| BR           | 1  | Manuel Neuer (c)       |      |     |
| PO           | 4  | Benedikt Höwedes       |      |     |
| SO           | 17 | Jérôme Boateng         |      |     |
| SO           | 5  | Mats Hummels           | 90'  |     |
| LO           | 3  | Jonas Hector           |      |     |
| PZ           | 21 | Joshua Kimmich         |      |     |
| SZ           | 6  | Sami Khedira           |      | 16' |
| SZ           | 18 | Toni Kroos             |      |     |
| LZ           | 8  | Mesut Özil             |      |     |
| SÚ           | 13 | Thomas Müller          |      |     |
| SÚ           | 23 | Mario Gómez            |      | 72' |
| Nahrazující: |    |                        |      |     |
| ZÁ           | 7  | Bastian Schweinsteiger | 112' | 16' |
| ZÁ           | 11 | Julian Draxler         |      | 72' |
| Trenér:      |    |                        |      |     |
| Joachim Löw  |    |                        |      |     |

| BR            | 1  | Gianluigi Buffon (c) |      |        |
| SO            | 15 | Andrea Barzagli      |      |        |
| SO            | 19 | Leonardo Bonucci     |      |        |
| SO            | 3  | Giorgio Chiellini    |      | 120+1' |
| DZ            | 18 | Marco Parolo         | 59'  |        |
| SZ            | 14 | Stefano Sturaro      | 56'  |        |
| SZ            | 23 | Emanuele Giaccherini | 103' |        |
| PK            | 8  | Alessandro Florenzi  |      | 86'    |
| LK            | 2  | Mattia De Sciglio    | 57'  |        |
| SÚ            | 9  | Graziano Pellè       | 91'  |        |
| SÚ            | 17 | Éder                 |      | 108'   |
| Nahrazující:  |    |                      |      |        |
| DF            | 4  | Matteo Darmian       |      | 86'    |
| FW            | 20 | Lorenzo Insigne      |      | 108'   |
| FW            | 7  | Simone Zaza          |      | 120+1' |
| Trenér:       |    |                      |      |        |
| Antonio Conte |    |                      |      |        |

| Muž zápasu: Manuel Neuer Asistenti rozhodčího: György Ring Vencel Tóth Čtvrtý rozhodčí: Szymon Marciniak Další asistenti rozhodčího: Tamás Bognár Ádám Farkas Náhradní asistent rozhodčího: Paweł Sokolnicki |

### Francie vs. Island
| 3. července 2016 21:00                            |        |                                 |                                                                     |
| Francie                                           | 5 : 2  | Island                          | Stade de France, Saint-Denis diváci: 76 833 rozhodčí: Björn Kuipers |
| Giroud 12', 59' Pogba 20' Payet 43' Griezmann 45' | Zpráva | Sigþórsson 56' B. Bjarnason 84' | Stade de France, Saint-Denis diváci: 76 833 rozhodčí: Björn Kuipers |

| Francie | Island |

| BR               | 1  | Hugo Lloris (c)     |     |     |
| PO               | 19 | Bacary Sagna        |     |     |
| SO               | 22 | Samuel Umtiti       | 75' |     |
| SO               | 21 | Laurent Koscielny   |     | 72' |
| LO               | 3  | Patrice Evra        |     |     |
| SZ               | 15 | Paul Pogba          |     |     |
| SZ               | 14 | Blaise Matuidi      |     |     |
| PK               | 18 | Moussa Sissoko      |     |     |
| ÚZ               | 7  | Antoine Griezmann   |     |     |
| LK               | 8  | Dimitri Payet       |     | 80' |
| SÚ               | 9  | Olivier Giroud      |     | 60' |
| Nahrazující:     |    |                     |     |     |
| ÚT               | 10 | André-Pierre Gignac |     | 60' |
| OB               | 13 | Eliaquim Mangala    |     | 72' |
| ÚT               | 20 | Kingsley Coman      |     | 80' |
| Trenér:          |    |                     |     |     |
| Didier Deschamps |    |                     |     |     |

| BR                                   | 1  | Hannes Þór Halldórsson  |     |     |
| PO                                   | 2  | Birkir Már Sævarsson    |     |     |
| SO                                   | 14 | Kári Árnason            |     | 46' |
| SO                                   | 6  | Ragnar Sigurðsson       |     |     |
| LO                                   | 23 | Ari Freyr Skúlason      |     |     |
| PZ                                   | 7  | Jóhann Berg Guðmundsson |     |     |
| SZ                                   | 17 | Aron Gunnarsson (c)     |     |     |
| SZ                                   | 10 | Gylfi Sigurðsson        |     |     |
| LZ                                   | 8  | Birkir Bjarnason        | 58' |     |
| SÚ                                   | 9  | Kolbeinn Sigþórsson     |     | 83' |
| SÚ                                   | 15 | Jón Daði Böðvarsson     |     | 46' |
| Nahrazující:                         |    |                         |     |     |
| ÚT                                   | 11 | Alfreð Finnbogason      |     | 46' |
| OB                                   | 5  | Sverrir Ingi Ingason    |     | 46' |
| ÚT                                   | 22 | Eiður Guðjohnsen        |     | 83' |
| Trenér:                              |    |                         |     |     |
| Heimir Hallgrímsson & Lars Lagerbäck |    |                         |     |     |

| Muž zápasu: Olivier Giroud Asistenti rozhodčího: Sander van Roekel Erwin Zeinstra Čtvrtý rozhodčí: Milorad Mažić Další asistenti rozhodčího: Pol van Boekel Richard Liesveld Náhradní asistent rozhodčího: Milovan Ristić |

## Semifinále

### Portugalsko vs. Wales
| 6. července 2016 21:00 |        |       |                                                                       |
| Portugalsko            | 2 : 0  | Wales | Parc Olympique Lyonnais, Lyon diváci: 55 679 rozhodčí: Jonas Eriksson |
| Ronaldo 50' Nani 53'   | Zpráva |       | Parc Olympique Lyonnais, Lyon diváci: 55 679 rozhodčí: Jonas Eriksson |

| Portugalsko | Wales |

| BR              | 1  | Rui Patrício          |     |     |
| PO              | 21 | Cédric                |     |     |
| SO              | 2  | Bruno Alves           | 71' |     |
| SO              | 4  | José Fonte            |     |     |
| LO              | 5  | Raphaël Guerreiro     |     |     |
| DZ              | 13 | Danilo                |     |     |
| SZ              | 10 | João Mário            |     |     |
| SZ              | 23 | Adrien Silva          |     | 79' |
| ÚZ              | 16 | Renato Sanches        |     | 74' |
| SÚ              | 17 | Nani                  |     | 86' |
| SÚ              | 7  | Cristiano Ronaldo (c) | 72' |     |
| Nahrazující:    |    |                       |     |     |
| ZÁ              | 15 | André Gomes           |     | 74' |
| ZÁ              | 8  | João Moutinho         |     | 79' |
| ÚT              | 20 | Ricardo Quaresma      |     | 86' |
| Trenér:         |    |                       |     |     |
| Fernando Santos |    |                       |     |     |

| BR            | 1  | Wayne Hennessey     |     |     |
| SO            | 5  | James Chester       | 62' |     |
| SO            | 19 | James Collins       |     | 66' |
| SO            | 6  | Ashley Williams (c) |     |     |
| PKO           | 2  | Chris Gunter        |     |     |
| LKO           | 3  | Neil Taylor         |     |     |
| DZ            | 16 | Joe Ledley          |     | 58' |
| SZ            | 7  | Joe Allen           | 8'  |     |
| SZ            | 8  | Andy King           |     |     |
| SÚ            | 9  | Hal Robson-Kanu     |     | 63' |
| SÚ            | 11 | Gareth Bale         | 88' |     |
| Nahrazující:  |    |                     |     |     |
| ÚT            | 18 | Sam Vokes           |     | 58' |
| ÚT            | 23 | Simon Church        |     | 63' |
| ZÁ            | 20 | Jonny Williams      |     | 66' |
| Trenér:       |    |                     |     |     |
| Chris Coleman |    |                     |     |     |

| Muž zápasu: Cristiano Ronaldo Asistenti rozhodčího: Mathias Klasenius Daniel Wärnmark Čtvrtý rozhodčí: Szymon Marciniak Další asistenti rozhodčího: Stefan Johannesson Markus Strömbergsson Náhradní asistent rozhodčího: Paweł Sokolnicki |

### Německo vs. Francie
| 7. července 2016 21:00 |        |                             |                                                                    |
| Německo                | 0 : 2  | Francie                     | Stade Vélodrome, Marseille diváci: 64 078 rozhodčí: Nicola Rizzoli |
|                        | Zpráva | Griezmann 45+2' (pen.), 72' | Stade Vélodrome, Marseille diváci: 64 078 rozhodčí: Nicola Rizzoli |

| Německo | Francie |

| BR           | 1  | Manuel Neuer               |       |     |
| PO           | 21 | Joshua Kimmich             |       |     |
| SO           | 17 | Jérôme Boateng             |       | 61' |
| SO           | 4  | Benedikt Höwedes           |       |     |
| LO           | 3  | Jonas Hector               |       |     |
| SZ           | 14 | Emre Can                   | 36'   | 67' |
| SZ           | 7  | Bastian Schweinsteiger (c) | 45+1' | 79' |
| PK           | 8  | Mesut Özil                 | 45+1' |     |
| ÚZ           | 18 | Toni Kroos                 |       |     |
| LK           | 11 | Julian Draxler             | 50'   |     |
| SÚ           | 13 | Thomas Müller              |       |     |
| Nahrazující: |    |                            |       |     |
| OB           | 2  | Shkodran Mustafi           |       | 61' |
| ZÁ           | 19 | Mario Götze                |       | 67' |
| ZÁ           | 20 | Leroy Sané                 |       | 79' |
| Trenér:      |    |                            |       |     |
| Joachim Löw  |    |                            |       |     |

| BR               | 1  | Hugo Lloris (c)     |     |       |
| PO               | 19 | Bacary Sagna        |     |       |
| SO               | 21 | Laurent Koscielny   |     |       |
| SO               | 22 | Samuel Umtiti       |     |       |
| LO               | 3  | Patrice Evra        | 43' |       |
| SZ               | 15 | Paul Pogba          |     |       |
| SZ               | 14 | Blaise Matuidi      |     |       |
| PK               | 18 | Moussa Sissoko      |     |       |
| ÚZ               | 7  | Antoine Griezmann   |     | 90+2' |
| LK               | 8  | Dimitri Payet       |     | 71'   |
| SÚ               | 9  | Olivier Giroud      |     | 78'   |
| Nahrazující:     |    |                     |     |       |
| ZÁ               | 5  | N'Golo Kanté        | 75' | 71'   |
| ÚT               | 10 | André-Pierre Gignac |     | 78'   |
| ZÁ               | 6  | Yohan Cabaye        |     | 90+2' |
| Trenér:          |    |                     |     |       |
| Didier Deschamps |    |                     |     |       |

| Muž zápasu: Antoine Griezmann Asistenti rozhodčího: Elenito Di Liberatore Mauro Tonolini Čtvrtý rozhodčí: Damir Skomina Další asistenti rozhodčího: Daniele Orsato Antonio Damato Náhradní asistent rozhodčího: Jure Praprotnik |

## Finále

### Portugalsko vs. Francie
| 10. července 2016 21:00 |            |         |                                                                        |
| Portugalsko             | 1 : 0 (PP) | Francie | Stade de France, Saint-Denis diváci: 75 868 rozhodčí: Mark Clattenburg |
| Éder 109'               | Zpráva     |         | Stade de France, Saint-Denis diváci: 75 868 rozhodčí: Mark Clattenburg |

| Portugalsko | Francie |

| BR              | 1  | Rui Patrício          | 120+3' |     |
| PO              | 21 | Cédric                | 34'    |     |
| SO              | 3  | Pepe                  |        |     |
| SO              | 4  | José Fonte            | 119'   |     |
| LO              | 5  | Raphaël Guerreiro     | 95'    |     |
| DZ              | 14 | William Carvalho      | 98'    |     |
| PK              | 16 | Renato Sanches        |        | 79' |
| ÚZ              | 23 | Adrien Silva          |        | 66' |
| LK              | 10 | João Mário            | 62'    |     |
| SÚ              | 17 | Nani                  |        |     |
| SÚ              | 7  | Cristiano Ronaldo (c) |        | 25' |
| Nahrazující:    |    |                       |        |     |
| ÚT              | 20 | Ricardo Quaresma      |        | 25' |
| ZÁ              | 8  | João Moutinho         |        | 66' |
| ÚT              | 9  | Éder                  |        | 79' |
| Trenér:         |    |                       |        |     |
| Fernando Santos |    |                       |        |     |

| BR               | 1  | Hugo Lloris (c)     |      |      |
| PO               | 19 | Bacary Sagna        |      |      |
| SO               | 21 | Laurent Koscielny   | 107' |      |
| SO               | 22 | Samuel Umtiti       | 80'  |      |
| LO               | 3  | Patrice Evra        |      |      |
| PZ               | 18 | Moussa Sissoko      |      | 110' |
| SZ               | 15 | Paul Pogba          | 115' |      |
| SZ               | 14 | Blaise Matuidi      | 97'  |      |
| LZ               | 8  | Dimitri Payet       |      | 58'  |
| DÚ               | 7  | Antoine Griezmann   |      |      |
| SÚ               | 9  | Olivier Giroud      |      | 78'  |
| Nahrazující:     |    |                     |      |      |
| ZÁ               | 20 | Kingsley Coman      |      | 58'  |
| ÚT               | 10 | André-Pierre Gignac |      | 78'  |
| ÚT               | 11 | Anthony Martial     |      | 110' |
| Trenér:          |    |                     |      |      |
| Didier Deschamps |    |                     |      |      |

| Muž zápasu: Pepe Asistenti rozhodčího: Simon Beck Jake Collin Čtvrtý rozhodčí: Viktor Kassai Další asistenti rozhodčího: Anthony Taylor Andre Marriner Náhradní asistent rozhodčího: György Ring |